# Missionari di Nostra Signora di La Salette

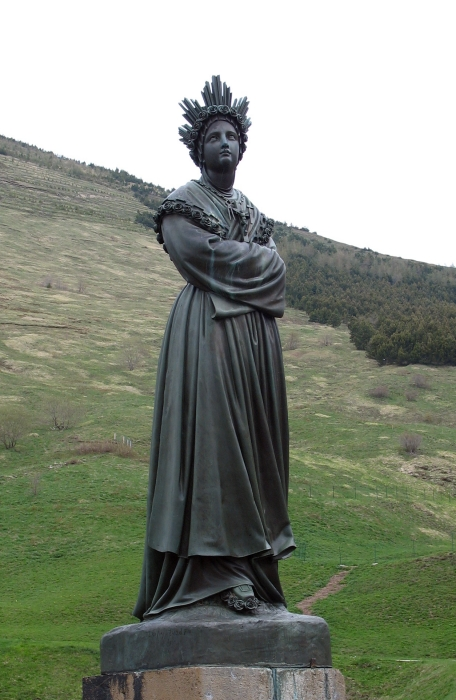
Immagine della Vergine di La Salette

I Missionari di Nostra Signora di La Salette (in latino Missionarii Dominae Nostrae a La Salette) sono un istituto religioso maschile di diritto pontificio: i membri di questa congregazione clericale, detti popolarmente Salettiani, pospongono al loro nome la sigla M.S.

## Storia
Il 19 settembre 1846 due pastorelli di La Salette (Mélanie Calvat e Maximin Giraud) asserirono di aver ricevuto la visione della Vergine: il vescovo di Grenoble Philibert de Bruillard, dopo aver decretato l'autenticità dell'apparizione, il 19 settembre 1851 ordinò l'erezione di un santuario e l'istituzione di una congregazione di preti secolari per l'assistenza ai pellegrini, lo svolgimento del ministero della riconciliazione e per la predicazione delle missioni popolari nella diocesi. Il modello di riferimento per tale congregazione venne offerto gli Oblati dei Santi Ambrogio e Carlo di Milano, istituiti dall'arcivescovo Carlo Borromeo nel 1578.
Jacques-Marie-Achille Ginoulhiac, successore di Mons. de Bruillard, il 2 febbraio 1858 trasformò la compagnia in istituto religioso. Sylvain-Marie Giraud (1830-1885), superiore generale dei Missionari dal 1865 al 1876, fu una guida decisiva per la congregazione: prolifico autore spirituale, divulgò il messaggio dell'apparizione e contribuì a fare di La Salette un'importante meta di pellegrinaggi internazionali.
La congregazione ottenne il pontificio decreto di lode il 27 maggio 1879 e venne approvata definitivamente dalla Santa Sede il 14 maggio del 1890: le sue costituzioni vennero approvate il 29 gennaio 1909.

## Attività e diffusione
I Missionari di Nostra Signora di La Salette si dedicano all'apostolato mediante la predicazione, alla lotta contro errori del pensiero contemporaneo, alla formazione del clero, al ministero parrocchiale e alla custodia dei santuari.
Sono presenti in Europa e America del nord e, come comunità missionarie, in Madagascar, Angola, Namibia, India, Filippine, Birmania, Europa dell'est, America meridionale: la sede generalizia è a Roma, presso la chiesa di Nostra Signora de La Salette.
Alla fine del 2005 la congregazione contava 224 case e 958 religiosi, 700 dei quali sacerdoti.